# Res publica
La locuzione res publica è formata dal sostantivo latino res (genericamente, “cosa”), che assume sfumature semantiche differenti a seconda dell'aggettivo con cui è costruito: in questo caso, significa letteralmente “cosa pubblica”, ma può talvolta significare "Stato" o "attività politica", e designa l'insieme dei possedimenti, dei diritti e degli interessi del popolo e dello Stato romano.
È utile partire, per comprendere il concetto di res publica, dalla definizione proposta da uno dei più grandi pensatori dell'età repubblicana, Marco Tullio Cicerone, nel suo trattato politico De re publica (I, 25, 39): «La res publica associatosi intorno alla condivisione del diritto e per la tutela del proprio interesse».
Cicerone esprime il rapporto fra res publica e populus in senso patrimoniale: la prima è possesso del popolo, che ne esercita la sua titolarità come un pater familias esercita la propria sulla sua domus.
Originariamente, è molto probabile che il termine res publica indicasse nello specifico un tipo di possesso materiale, e cioè «l'organizzazione giuridica della proprietà», del patrimonio collettivo del popolo e soprattutto dell'ager publicus, in una società, come quella della Roma delle origini, fortemente incentrata sul possesso della terra e sull'economia agraria.
La mentalità romana si allontanò presto da questa concezione puramente materialista della res publica, e il termine, già in epoca antica, passò a designare lo Stato: è fondamentale tuttavia sottolineare che il pensiero antico non concepiva lo Stato come un ente autonomo e astratto, dotato di una propria personalità giuridica, come negli Stati moderni, ma come l'insieme dei cives, le cui dimensioni pubblica e privata erano un tutto inscindibile.
L'uso originario del termine è strettamente legato al passaggio dalla forma di stato monarchica a quella detta appunto repubblicana, verificatosi a Roma al termine del VI secolo a.C.; ciò che tuttavia rende complessa una traduzione e anche una definizione univoca di questa locuzione, è il fatto che essa ha subito nel corso dei secoli una evoluzione semantica, caricandosi al contempo di valenze strettamente legate alla mentalità romana e alle diverse fasi che hanno segnato la storia di Roma antica.

## Gli albori di un'idea:Res PublicaeRegnum
Le fasi più risalenti della storia di Roma sono difficili da interpretare a causa della scarsa documentazione di cui disponiamo, nonché del peso della tradizione tardo-repubblicana e imperiale, che ha talvolta caricato di valenze sacrali le origini delle proprie istituzioni e della propria cultura.
Secondo gli storici antichi che narrano di questa fase, nel 509 o nel 507 a.C. si sarebbe verificata la caduta della monarchia a Roma, quando il re etrusco Tarquinio il Superbo, ormai trasformatosi in un vero tiranno, fu cacciato da una congiura di aristocratici guidata dal nobile Lucio Giunio Bruto. Egli non volle tuttavia impossessarsi del potere, ma preferì affidarlo al popolo, che ne divenne in tal modo titolare. Da quel momento in poi, la gestione dello Stato non era più appannaggio del rex, che se ne occupava come di un possesso privato (res privata), ma era appunto possesso comune del popolo romano libero (res publica).
Per quanto riguarda, invece, le istituzioni del nuovo ordinamento repubblicano, attraverso le quali il popolo gestiva la cosa pubblica, gli antichi seguivano essenzialmente due tradizioni: una, secondo la quale l'ordinamento repubblicano e le istituzioni su cui esso si basava, non erano frutto di un solo legislatore, ma opera nata dalla saggezza di varie generazioni di patres, che avrebbero col tempo perfezionato un sistema politico destinato, proprio per questa sua origine “stratificata”, a essere molto più saldo e ben funzionante delle altre costituzioni: «I Romani hanno raggiunto lo stesso risultato nelle istituzioni della patria non in forza di un ragionamento, ma attraverso molte lotte e vicissitudini, scegliendo il meglio sempre e solo sulla base della conoscenza maturata nei rovesci di fortuna: giunsero così allo stesso risultato di Licurgo (mitico legislatore di Sparta) e al sistema migliore fra le costituzioni dei nostri tempi». «(Catone) soleva dire che la nostra costituzione era superiore a quella d'ogni altra nazione perché, in quasi tutte quelle, le leggi e gli istituti erano dovuti all'opera d'un singolo legislatore: Minosse, nel caso di Creta, Licurgo, di Sparta e, poiché là la costituzione era stata spessissimo mutata, Teseo e Dracone e Solone e Clistene e molti altri per Atene sino a che lo Stato, esangue e già sfinito, non fu risollevato dal dotto Demetrio Falereo. La nostra costituzione, invece, è opera non di singoli ma del genio collettivo né s'è costituita durante una sola vita umana ma nel corso dei secoli e delle età»; l'altra, secondo la quale, sin dagli albori dell'età repubblicana, la costituzione romana sarebbe stata completa e funzionante, uscita «d'un colpo improvvisa dalla rivoluzione, come Minerva armata dal cervello di Giove»: un'idea nata probabilmente in epoca storica, quando ormai si pensava all'antichità dei padri fondatori come a un'epoca perfetta e ideale, fonte di esemplarità e legittimità.
Oggi si preferisce per lo più pensare a un processo di crescita e maturazione degli istituti repubblicani, conclusosi all'incirca nel III secolo a.C., dopo aver attraversato le fasi storiche fondamentali del conflitto patrizio-plebeo, della formazione della nuova classe dirigente della nobilitas, e nel pieno della fase espansionistica di Roma in Italia e nel Mediterraneo.
Gli istituti che caratterizzano la res publica romana e attraverso le quali il populus esprimeva la propria sovranità sono le magistrature, organizzate nelle tappe del cursus honorum; il Senato, risalente già alla fase monarchica ma formato, in epoca storica, da ex-magistrati, con compiti di controllo e supervisione della vita politica; le assemblee del popolo (comizi centuriati, comizi tributi, concilia plebis), all'interno delle quali esso, suddiviso in unità di voto (su base censitaria o tributa) si esprimeva su tutti gli aspetti della vita politica, sia per eleggere i magistrati (e quindi indirettamente i senatori), sia in ambito legislativo e giudiziario (prima della riforma della giustizia, portata a termine da Silla nella prima metà del I secolo a.C.).

## Caratteristiche fondamentali dellaRes PublicaRomana
A prescindere dalle varie interpretazioni che si è tentato di dare ai dati della tradizione, è importante sottolineare come la res publica delle origini fosse da un lato contrapposta al concetto di regnum, che caratterizza la fase precedente e che si carica ben presto di valenze estremamente negative, e dall'altro invece strettamente legata ai concetti di libertas e di populus: con la fine della monarchia, il popolo romano non è più suddito di un re, ma diventa libero, e la libertà che lo contraddistingue ora ha un significato squisitamente politico, perché si materializza nella gestione della cosa pubblica, e nella titolarità della potestas.
Titolare della potestas, il popolo non poteva avere tuttavia nelle sue mani anche l'imperium, il potere coercitivo e strettamente legato alla sfera militare, che un tempo caratterizzava la figura del rex. Lo stesso Bruto, a cui è attribuita la cacciata dei Tarquini, è anche ricordato dalla tradizione come fondatore della prima magistratura, il consolato, che veniva rivestito da due uomini e per la durata massima di un anno: nell'incipit degli Annales di Publio Cornelio Tacito, significativamente, la nascita della res publica e della libertas coincidono proprio con l'istituzione della più alta magistratura: «Lucio Bruto istituì la libertà e il consolato».
Negli anni a seguire, si perfezionò il sistema delle magistrature, alle quali il popolo delegava il suo potere attraverso l'elezione, in un complesso sistema di valori che legava eticamente il magistrato al popolo per mezzo della fides, perché questi avesse sempre chiaro che il fine del suo mandato era il bene comune. Quello che soprattutto importa sottolineare, è che l'imperium, che caratterizzava le magistrature superiori (consoli e pretori) e che derivava direttamente dal potere regio, se ne differenziava, nel nuovo assetto repubblicano, per collegialità e annualità, due parametri fondamentali che possono essere intesi come vere e proprie garanzie di salvaguardia del popolo da eventuali eccessi di potere dei magistrati, e quindi dal rischio che, in qualche modo, la res publica fosse minacciata da atteggiamenti tirannici: «L'inizio della libertà risale a questa data non tanto perché il potere monarchico subì un qualche ridimensionamento, ma piuttosto perché fu stabilito che i consoli durassero in carica un anno soltanto».
Accanto a questi strumenti di limitazione dell'imperium, un altro modo per proteggere il popolo e garantire intatta la sua libertas, è il diritto alla provocatio, non a torto inteso da Cicerone come vindex libertatis. Esso consisteva nella possibilità, nel caso in cui qualche cittadino ritenesse di essere vittima di un abuso di potere da parte del magistrato, di ricorrere a un giudizio del popolo, che avrebbe avuto l'ultima parola sulla vita o sulla morte di un cittadino romano.

## Res PublicaePopulus
Gli aspetti fin qui analizzati sono fondamentali per comprendere il concetto di res publica in opposizione al precedente assetto monarchico, in riferimento soprattutto alla diversa considerazione riservata al populus di cittadini e ai suoi diritti.
Il rapporto stretto fra res publica e populus traspare con chiarezza dalla definizione ciceroniana di res publica sopra proposta; è tuttavia possibile sottolineare come le parole dell'Arpinate mostrino un ulteriore passo verso il processo di idealizzazione del concetto di res publica, un vero unicum rispetto ai suoi tempi, dato dalla presenza di un elemento astratto che interviene del binomio res publica/populus, il concetto cioè di iuris consensus (che potremmo tradurre come «accordo giuridico»).
Prima che la magistrale sintesi ciceroniana fra mentalità romana e filosofia greca esplicitasse in questi termini lo stretto rapporto fra res publica e populus, esso era già evidente nella frase con cui, sin da epoca antica, si designava lo Stato nelle formule ufficiali e rituali: la forma più antica è «Populus Romanus Quiritium», sostituita dalla variante «Populus Senatusque Romanus» e infine «Senatus Populusque Romanus» (SPQR).
L'evoluzione di questa formula ci permette di sottolineare un ulteriore cambiamento intervenuto nella concezione di res publica e di populus: prima, la res publica rappresentava il populus, inteso semplicemente come l'insieme dei cittadini liberi, ai quali venivano riconosciuti determinati diritti politici e personali; in seguito, soprattutto a partire dal II secolo a.C. in cui il governo della nobilitas raggiunse il punto più alto di potere e di chiusura, la formula si scisse nella tradizionale endiadi di populus da una parte, e senatus dall'altra: alla concezione comunitaria e totalizzante di populus, se ne sostituì una ristretta e squisitamente sociopolitica, a indicare cioè l'organizzazione politica del popolo nella sua dimensione assembleare, nettamente distinta dalla classe dominante che si riconosceva nel privilegio di sedere nel Senato (non è casuale l'inversione dei due termine nella formula poi divenuta storica, in cui senatus precede populus). A questo sdoppiamento della concezione di res publica nelle sue due principali componenti istituzionali e sociali, corrisponde un cambiamento fondamentale nell'ideologia repubblicana, per cui la tradizionale libertas viene a caratterizzare il populus, mentre valore precipuo del senato è quello dell'auctoritas, che ne costituisce anche la base ideologica legittimante.

## La natura dellaRes PublicaRomana nel pensiero politico antico
Un aspetto che è opportuno chiarire è che il termine res publica, quando usato per indicare l'assetto politico che caratterizzò Roma fra il 509 e il 31 a.C. (la datazione è, ovviamente, convenzionale), non designa come nel nostro lessico politico una determinata forma di Stato, né bisogna pensare che lo stretto rapporto esistente fra res publica e populus sia sufficiente a interpretare la prima come una democrazia.
Le interpretazioni moderne sul carattere della res publica romana sono state varie e spesso molto diverse fra loro; nel panorama della riflessione politica antica, invece, le due voci fondamentali, Polibio e Cicerone, sono pressoché unanimi nel riconoscere che Roma si basasse su una costituzione mista, nella quale ciascuna delle istituzioni repubblicane (magistrature, Senato e assemblee del popolo) incarnava una delle forme di Stato teorizzate dal pensiero politico greco, e cioè rispettivamente la monarchia, l'oligarchia e la democrazia.
In realtà i due pensatori, quando dalla teoria pura passano a considerare la res publica romana nella prassi e nel suo concreto funzionamento, non possono negare come fra le tre componenti, fosse preponderante quella oligarchica, considerando il ruolo fondamentale di guida e di direzione politica del Senato: «A Cartagine, il popolo aveva già rilevato il potere maggiore nelle deliberazioni, mentre a Roma lo esercitava ancora il Senato. Quindi, poiché presso gli uni deliberavano i più, presso gli altri i migliori, le decisioni dei Romani in materia di affari pubblici erano più efficaci».
Il senato infatti, possedeva tutta una serie di strumenti per intervenire, talvolta anche forzando la legalità e la ritualità repubblicana, nelle sfere di competenza degli altri organi. Basti pensare all'istituto del senatus consultum ultimum, per mezzo del quale i senatori affidavano a un magistrato in carica il compito di sopprimere un cittadino che, dal loro punto di vista, rappresentava un pericolo per la salus rei publicae (la salvezza dello Stato). Inutile sottolineare il rischio di strumentalizzazione che questa procedura comportava, e come essa permettesse la sospensione della provocatio ad populum, che come abbiamo detto rappresentava una garanzia fondamentale del cittadino e l'essenza stessa della costituzione repubblicana.

## L'ideologia repubblicana

### Lalibertase l'adfectatio regni
Fondamentale, per comprendere in modo profondo la valenza che il termine res publica assumeva nel pensiero romano, è far riferimento, seppur brevemente, all'ideologia repubblicana, quale è possibile ricavare dalla letteratura antica e persino da alcuni aspetti della legislazione repubblicana.
Come abbiamo detto in principio, la nascita della res publica è strettamente legata all'emancipazione dal regnum: è chiaro che l'acquisizione della libertas abbia comportato la nascita della paura, trasversalmente diffusa nella società romana, che questa potesse essere intaccata e messa in discussione da un nuovo manifestarsi di atteggiamenti tirannici, specie da parte di chi, come i magistrati cum imperio, possedeva tutti gli strumenti perché questo potesse accadere.
Sin da epoca antichissima, quindi, l'odio e la paura del regnum hanno contraddistinto la mentalità romana, come dimostra la tradizione sulle leggi de adfectatione regni (sull'aspirazione al potere regio), la prima delle quali Livio colloca già nel 509 a.C; che si voglia prestar fede o meno all'informazione fornita dallo storico augusteo, leggi volte a dissuadere dall'aspirazione al potere personale furono rogate lungo tutto il V secolo e parte del IV secolo, e mostrano in ogni caso come il popolo romano abbia cercato di difendere l'assetto repubblicano dalla minaccia del potere autocratico sin da epoca antichissima.
L'ideologia antimonarchica e antitirannica si è in seguito arricchita di nuove suggestioni, in primis, durante il periodo delle guerre espansionistiche in Italia meridionale prima e nel Mediterraneo dopo, quando il popolo romano faceva della libertas repubblicana la propria insegna e la prova della propria superiorità in contrasto con i regimi monarchici che caratterizzavano i popoli stranieri; in seguito, accostandosi alla riflessione politica e filosofica nonché alla retorica elleniche, che avevano delineato la tirannide come la peggiore delle forme di Stato.
Il passo successivo fu, naturalmente, la strumentalizzazione in senso politico degli ideali antitirannici e della libertas, specie nel periodo in cui la concordia fra le classi sociali cominciò a incrinarsi per poi crollare sotto il peso delle guerre civili dell'ultimo secolo di storia repubblicana.
La libertas divenne, allora, uno slogan politico adattabile a qualsiasi parte politica, e l'aspirazione alla tirannide lo strumento da scagliare contro gli avversari politici per aizzare contro di loro il malcontento e il sospetto del popolo; al contrario, ciascuno legittimava il proprio operato politico affermando di agire nell'interesse della patria, del bene comune: «salus populi suprema lex esto», «la salvezza del popolo sia la legge suprema», afferma Cicerone in un passo del De legibus.

### LaRes Publica restituta: dalle guerre civili alla nuovastatiodi Augusto
Leggendo le opere ciceroniane, traspare, di pari passo con l'esacerbarsi di conflitti interni (specie a partire dagli anni 50 del I secolo a.C.) la consapevolezza che la res publica versasse in uno stato patologico, e la paura che potesse essere amissa, irrimediabilmente perduta. L'ultimo periodo della vita dell'Arpinate corrisponde infatti con la fase più convulsa e complessa della storia repubblicana, frutto di quasi un secolo di dissidi più o meno nascosti, di cui lo storico greco Appiano vede l'inizio negli eventi legati al tribunato di Tiberio Gracco: quando cioè, per la prima volta nella storia di Roma, si assisté alla trasformazione della dialettica politica fra partes in violenza aperta.
Cento anni dopo le vicende graccane, Ottaviano, dopo aver posto fine a quello che sarebbe stato l'ultimo conflitto civile della Roma repubblicana, si pone, nella propaganda che accompagna la sua salita al potere, come colui che aveva risollevato le sorti della res publica dilaniata, stremata: è il concetto centrale nel lessico politico augusteo, ma già presente nelle opere ciceroniane, di res publica restituta, rimessa cioè in piedi, risanata dopo anni di crisi e di sconvolgimento totale.
Questa espressione è ad esempio testimoniata nei Fasti Praenestini, in occasione del 13 gennaio del 27 a.C., giorno in cui Ottaviano fu insignito dal Senato della corona onorifica di quercia, nonché in alcune monete coniate durante gli anni del suo principato, una delle quali (l'aureus di Cosso Lentulo del 12 a.C.) accompagnata dalla significativa iconografia di Augusto che aiuta una donna, personificazione della res publica, ad alzarsi.
Ottaviano è il punto di arrivo di un processo durato anni in cui una più o meno consapevole percezione della crisi della res publica, cioè sia dell'ordinamento che dei valori repubblicani, aveva portato generazioni di uomini politici a tentare vie, spesso diametralmente opposte, per raggiungere proprio quella restauratio che vediamo in essere sotto Ottaviano.
Questa tensione verso la restauratio della res publica e verso la tutela della salus rei publicae emerge con chiarezza dall'analisi del lessico politico dell'età della crisi della repubblica: analizziamo quindi alcuni casi in cui il termine res publica, nonché quello strettamente legato di libertas, vengono adoperati nella propaganda politica.
Nel 133 si verificò a Roma uno dei primi episodi che turbarono gravemente la concordia civile e portarono lo Stato sull'orlo della guerra civile: in questa occasione infatti Scipione Nasica, pontefice massimo, si prese l'incarico di fermare i “tentativi tirannici” del tribuno della plebe Tiberio Gracco che, dal punto di vista della nobilitas tradizionale, con la sua legislazione filopopolare metteva in pericolo la salvezza della patria. Cicerone afferma con orgoglio, ricordando l'episodio, che egli «richiamò la res publica alla libertà dalla tirannia di Tiberio Gracco»: il linguaggio politico è quello delle guerre civili del I secolo, ma non si può escludere che già allora esso fosse in auge fra gli esponenti della parte politica più conservatrice.
Anche durante la prima guerra civile (88 – 81 a.C.), Lucio Cornelio Silla, in lotta contro Mario e i suoi, aveva basato la sua propaganda sull'idea della res publica da sottrarre agli arbitri della factio rivale; ma soprattutto rilevante è la titolatura della dittatura sui generis, che egli rivestì una volta uscito vincitore dal conflitto: «rei publicae constituendae», cioè volta a stabilire nuove leggi per costituire la res publica: nelle sue intenzioni, un'operazione essenzialmente conservatrice, volta a restituire allo Stato romano il suo volto antico, quello dei patres, precedente cioè ai maggiori sviluppi in senso democratico che la parte popularis era riuscita ad ottenere negli ultimi decenni di vita politica: il richiamo alla tradizione e all'antica concezione di res publica è ovviamente il punto di forza di questa impostazione ideologica.
Nello scontro che scoppiò fra le fazioni di Cesare e Pompeo (49 – 45 a.C:), fu il primo dei due dinasti a farsi portavoce di un'ideologia che recuperava aspetti tipici della mentalità repubblicana: ogni suo atto, per quanto sovversivo e non costituzionalmente giustificabile, era in nome della salus rei publicae, e trovava la sua ragion d'essere nell'intento di «rem publicam in libertatem vindicare», cioè di rivendicare la libertas, minacciata dalla tirannica factio del suo rivale, e di restituire alla res publica la sua sacrosanta autonomia.
Subito dopo le idi di marzo, nel clima turbolento e incerto del dopo-Cesare, Cicerone, parlando in Senato in difesa dei cesaricidi Bruto e Cassio e cercando di legittimarne la condotta, si appella proprio ai valori della libertas e della salus rei publicae, che, sorprendentemente, assumono una rilevanza tale da poter persino scalzare le leggi positive e le delibere del senato, qualora queste si mostrino insufficienti a salvare la patria: «Del resto è necessario in tanto rivolgimento di ogni cosa obbedire alle circostanze piuttosto che alle consuetudini; non è infatti la prima volta che Bruto e Cassio giudicano la salvezza e la libertà della patria come la più santa delle leggi e la migliore delle consuetudini. […] Con quale legge? Con quale diritto? In base a quel diritto che Giove stesso sancì, sicché tutto ciò che fosse salutare per la res publica dovesse essere considerato legittimo e giusto».
Particolarmente interessante è il riferimento a questi concetti, durante gli ultimissimi anni della vita repubblicana di Roma, segnati dall'ascesa dei triumviri Antonio, Ottaviano e Lepido e dallo scoppio dell'ultima guerra civile fra i primi due. In primo luogo, la societas che nacque fra i tre uomini, istituzionalizzata dalla legge Titia del 43, recuperava la titolatura che Silla aveva scelto per la sua dittatura, «rei publicae constituendae». Ma fu soprattutto durante la guerra civile fra Antonio e Ottaviano (35 – 31 a.C:) che quest'ultimo si appellò agli ideali della res publica per avallare la sua posizione contro quella del suo rivale, naturalmente dipinto con i tratti del tiranno, corrotto per di più dal lusso orientale, in una sorta di summa di quanto la propaganda repubblicana aveva sino ad allora prodotto.
Accanto agli slogan già ciceroniani e cesariani della salus rei publicae, del vindicare rem publicam/populum in libertatem, egli esprime, come abbiamo sopra sottolineato, i propri fini politici nei termini di rem publicam restituere, propriamente, “risollevare lo Stato”, restaurarlo, rifondarlo cioè su nuove e più solide basi.
Egli si presentava, cioè, come il vendicatore degli ideali, delle istituzioni e dei mores della Roma repubblica, non solo messi in pericolo dalla factio rivale, ma soprattutto in uno stato di piena decadenza in seguito a anni di guerre civili e incertezza politica. Ma anche se Augusto tentava di porre ogni suo provvedimento nel solco della tradizione e della ritualità repubblicana, il prezzo per il raggiungimento di un nuovo equilibrio era in realtà un cambiamento di forma di Stato epocale: la restauratio si traduce cioè nei termini dell'inaugurazione di un nuovo corso, di una nuova realtà politica che, se da un lato conserva il nome di res publica, dall'altro appare drasticamente mutata nei suoi caratteri fondanti: l'emancipazione dal regnum in primis, e non di meno la concezione dello Stato come res populi, in base alla quale il popolo non era solo titolare di diritti legati alla sua persona (che il paternalistico assetto del principato continuerà a tutelare), ma soprattutto di diritti politici.
Che la sua res publica restituta fosse in realtà una nuova realtà politica, Augusto era d'altro canto perfettamente consapevole se, come egli stesso afferma in una lettera al suo nipote adottivo Gaio Cesare (tramandata da Gellio), si augurava che il nuovo stato di benessere e pace della res publica ("in statu rei publicae felicissimo") potesse durare, e che i suoi nipoti potessero succedere alla sua statio: il termine indica infatti una realtà in atto, una condizione stabile, il punto di arrivo di un processo, e viene a identificarsi con un ruolo pubblico riconosciuto e, cosa assolutamente inedita nella mentalità repubblicana, trasmissibile per via ereditaria.

## Tentativi di traduzione
Prima di proporre alcune possibili traduzioni del termine res publica, è opportuno riassumere le principali sfaccettature fin qui analizzate:
- Il termine nasce con la fine della monarchia e in contrasto con essa, inizialmente in senso strettamente materiale (l'insieme dei possedimenti, delle terre del popolo) e in contrasto con l'assetto precedente, in cui tutto era nelle mani del rex.
- Ben presto assume una sfumatura più generale, indicando non solo le res in senso fisico, ma anche le istituzioni, le leggi, i principi, che facevano capo al popolo libero, titolare della potestas e giuridicamente organizzato nei tre organi repubblicani (magistrature, senato, assemblee).
- In quest'ottica, il termine indica sì lo Stato, ma non in senso astratto come nel pensiero giuridico moderno, bensì strettamente legato al concetto di populus, all'insieme dei cittadini.
- Di qui si può cominciare a notare una doppia tradizione del termine: da un lato, res publica indica in senso stretto l'assetto politico di Roma dal 509 a.C. in poi, con il relativo, complesso apparato ideologico della libertas, del richiamo alla tradizione dei patres, della difesa dal regnum ecc. Dall'altro, specie nell'ultima fase repubblicana di Roma, comincia ad assumere un'accezione ancora più ampia, a designare qualsiasi tipologia di Stato, di comunità civile, come corrispondente latino del greco πολιτεία (politéia). Non sempre è facile comprendere in che senso gli antichi usassero il termine in alcuni contesti, e questo anche perché, probabilmente, la necessità di distinguere nettamente le accezioni non è tanto un problema per chi parlava e scriveva in una lingua viva, ma per chi, da un'altra prospettiva storica, tenta di comprendere strutture di pensiero e linguistiche in cui non di riconoscere più. Cicerone chiarisce la sua idea in merito, affermando che il presupposto perché si possa parlare di res publica è che sia rispettato il vinculum iuris (vincolo giuridico) stabilito dai cittadini nel momento di costituzione dello Stato, e cioè a patto che chi governa non perda mai di vista il bene dei cittadini; per questo egli può parlare, ad esempio, di  "regalis res publica"[43] per indicare uno Stato retto da un re, ma nel quale viga il rispetto per la legge e per i diritti dei cittadini, mentre al contrario, «Quella cosa del popolo, che è la res publica, chi potrebbe chiamarla così, quando si è oppressi dalla crudeltà di un potere personale, e non v'è né vincolo di diritto, né consenso, né societas, ciò che costituisce un popolo?»[44]".
- Durante il principato[45] il termine res publica non scompare insieme alla caduta dell'assetto repubblicano, ma continua a indicare lo Stato in questa accezione più ampia; al contrario, in riferimento alla costituzione repubblicana è testimoniata la formula libera res publica, per designare la tipologia di Stato che non fosse retto né da un re, né dall'imperatore. Tacito invece, adopera spesso il termine res publica in senso assoluto, senza ulteriori specificazioni, per indicare la Roma repubblicana[46].

In conclusione, si possono proporre alcuni tentativi di traduzione: per l'accezione originaria, si può usare il termine <<repubblica>>, a condizione, naturalmente, che si ricolleghi il termine all'ordinamento, storicamente determinato e ideologicamente connotato, di Roma fra il 509 a.C. e il 31 a.C. (anno della battaglia di Azio, durante la quale Ottaviano sconfisse Antonio, che si pone convenzionalmente come fine dell'età repubblicana). In alcuni casi, si possono adoperare i termini «Stato», e persino «costituzione», ma ancora una volta con l'avvertenza di non pensare a un ente giuridico astratto, per il primo, o a un insieme di leggi codificate e scritte, per la seconda. Il termine Stato, nello specifico, è sicuramente utile a esplicitare, del termine res publica, «il concetto di una organizzazione comunitaria riconosciuta come tale dai soggetti».
Il termine si presta, inoltre, a particolari traduzioni, quando è adoperato in alcune locuzioni, come «contendere de re publica»: frase con cui si indicava, in età repubblicana, l'interpretazione delle leggi pubbliche da parte dei politici, che discutevano cioè su quale fosse la procedura più corretta da seguire nei casi in cui nascevano contrasti fra varie leggi, o fra leggi e mores (si consideri la natura mutevole e flessibile della legge positiva a Roma, che poteva essere modificata da nuove disposizioni). In questo caso, res publica indica l'insieme delle leggi positive dello Stato, ma anche gli usi e la tradizione, che a Roma avevano valore normativo altrettanto rilevante.
Un'altra formula attestata è «in re publica esse», che indica l'attività politica, la scelta della carriera magistratuale: res publica si potrebbe intendere, in questo caso, come Stato, ma anche come “vita politica”.